# Open Europe

Logo von Open Europe

Open Europe war eine der britischen Conservative Party (den Tories) nahestehende Denkfabrik in London mit einem Büro in Brüssel.
Open Europe setzte sich für ökonomische und politische Reformen in der EU ein. Diese Reformen sollten nach eigener Darstellung den Prinzipien der Subsidiarität, Transparenz und Eigenverantwortlichkeit folgen. Für solche Reformen sollte durch eigenständige Forschung, Öffentlichkeitsarbeit, sowie durch Kontakte in allen politischen Parteien, Medien, Wirtschaft und Wissenschaft mobilisiert werden. Gegründet wurde Open Europe als privates Unternehmen von britischen Geschäftsleuten, die die Denkfabrik auch finanzieren.
Open Europe Berlin (OEB) war vom britischen Pendant formell unabhängig, arbeitete aber eng mit London zusammen. OEB hatte die Rechtsform einer gemeinnützigen GmbH und wurde hauptsächlich durch eine Spende des britischen Unternehmers und Spieleerfinders Tom Kremer finanziert. Von 2010 bis 2015 war der Schwede Mats Persson Direktor von Open Europe. 2015 wurde er im Zuge der EU-Reformdebatte politischer Berater von Premierminister David Cameron. Persson war auch Mitgründer von Open Europe Berlin und im Vorstand vertreten.

## Ziele
Die Denkfabrik stand in weiten Teilen der Europapolitik der Conservative Party des Vereinigten Königreiches nahe. Nach eigenen Aussagen sei es angesichts einer schwachen, wirtschaftlichen Entwicklung, dem zunehmenden globalen Wettbewerb und der demographischen Krise in Europa, dringend notwendig ein neues Modell der europäischen Zusammenarbeit zu finden, das mit der wirtschaftlichen Realität und den Präferenzen der Bürger in Einklang steht. Für die zukünftige Entwicklung der EU entwarf Open Europe das Programm einer schlankeren, nach außen blickenden EU, die den internen und globalen Freihandel erleichtert zugleich demokratisch, transparent sowie für ihr Handeln verantwortlich ist. Flexible Integration stellte für die Denkfabrik einen weiteren Schwerpunkt der zukünftigen Entwicklung Europas dar. Die EU sollte flexibel genug sein, um Kompetenzen an ihre Mitgliedsstaaten zurückfließen zu lassen und diese in unterschiedlichem Ausmaß in die EU zu integrieren.
Die Denkfabrik ging davon aus, dass die EU einen kritischen Moment in ihrer Entwicklung erreicht hatte. Globalisierung, Erweiterungen, gescheiterte EU-Referenden und die Eurokrise würden der Vorstellung „einer immer engeren Union“ entgegenstehen. Europa habe jedoch das Potential die Herausforderungen zu meistern.
Die Arbeit war darauf ausgerichtet, „die Grundsätze einer marktwirtschaftlichen Ordnungspolitik […] als Kern einer europäischen Ordnungspolitik durchzusetzen“. Aus Sicht von Open Europe sollte eine europäische Ordnungspolitik auf marktwirtschaftlicher Basis erreicht werden, indem der Freihandel nach innen und außen gefördert und die Überregulierung eingedämmt wird. Geldverschwendungen offenlegen, für stabiles Geld eintreten und eine europäische Ordnungspolitik anstatt Interventionismus waren weitere Ziele der europakritischen Organisation. Der Direktor von Open Europe Berlin, Michael Wohlgemuth, hatte zudem in einem Aufsatz gemeinsam mit dem deutschen „Wirtschaftsweisen“ Lars Feld mehr direkte Demokratie nach Schweizer Vorbild in der EU gefordert.
Am 7. Februar 2020 gab Open Europe bekannt, dass es seine Tätigkeit einstellen und die verbleibenden Autoren sich der Denkfabrik Policy Exchange anschließen würden.

## Auszeichnung
Am 10. Juli 2012 hat der Think Tank von der britischen Publikumszeitung Prospect die Auszeichnung Think Tank des Jahres in der Kategorie „internationale Angelegenheiten“ erhalten.

## Kritik
In einem Leserbrief an die FAZ warf Jo Leinen, Präsident der Europäischen Bewegung International (EMI), der Denkfabrik vor, mit dem Werben für ein „offenes Europa“ insgeheim eine nationalistische und eigene britische Sicht von Europa zu verbreiten. Dies habe nichts mit dem Gründungsgedanken der EU als einem gemeinsamen Rechtsraum gemeinsam, in dem die gleichen Rechte für alle gelten und alle Mitgliedsstaaten füreinander einstehen. Mit der im Herbst 2012 eröffnete die Denkfabrik eine Filiale in Berlin werde nun versucht, eine EU-feindliche Stimmung auch in dem größten Land der EU entstehen zu lassen.
Bernd Hüttemann, Generalsekretär der Europäischen Bewegung Deutschland (EBD), warf der Denkfabrik vor, sie vertrete nicht die neutrale britische Position, sondern die parteipolitische Meinung der europaskeptischen Konservativen in Großbritannien, und gab Open Europe eine Mitschuld am Brexit-Votum der Briten. So habe Open Europe der britischen Regierung das „Rosinenpicken“ in der Europäischen Union beigebracht. Es sei außerdem nicht nachvollziehbar, aus welchen Quellen sich Open Europe finanziere und wer im Hintergrund die Leitlinien vorgebe, so Hüttemann.